# Macrocneme cinyras
Macrocneme cinyras là một loài bướm đêm thuộc phân họ Arctiinae, họ Erebidae.